# 龙泉地区
龙泉地区暨龙泉镇，原名门城镇，是中华人民共和国北京市门头沟区下辖的一个地区办事处兼行政建置镇，其行政事务机构实行“一套人马，两块牌子”的体制，地区办事处与镇政府合署办公。龙泉地区辖域（含与之辖域重叠的三个街道办事处）即门头沟主城区。
门城镇于1949年由门头沟镇（今东辛房街道圈门社区和龙泉镇门头口村）和城子镇（驻今城子街道和龙泉镇城子村）合并而来，门城镇1984至1990年间称门头沟乡。龙泉地区辖区内存在大峪街道、城子街道、东辛房街道三个与龙泉地区同级别的辖区重叠行政区。

## 行政区划
龙泉地区下辖以下地区：
东南街社区、中北街社区、西前街社区、水闸西路社区、琉璃渠社区、龙泉务社区、梨园社区、峪新社区、倚山家园社区、大峪村、城子村、龙泉雾村、琉璃渠村、三家店村、中门寺村、门头口村、天桥浮村、三店村、西龙门村、东龙门村、西辛房村、东辛房村、石石巷村、滑石道村、岳家坡村和赵家洼村。

## 中国传统村落
- 琉璃渠村
- 三家店